# Eopirga
Eopirga este un gen de molii din familia Lymantriinae.